# Centre spatial Kennedy
Ne doit pas être confondu avec base de lancement de Cap Canaveral.
Le Centre spatial Kennedy, officiellement « John F. Kennedy Space Center » ou KSC, est un complexe de lancement spatial américain créé en 1959 et relevant de la National Aeronautics and Space Administration (NASA). Il est situé sur la census-designated place de Merritt Island dans les comtés de Brevard (sur une grande partie de sa superficie) et de Volusia en Floride.
En 1964, l’année suivant l'assassinat du président Kennedy, la zone prend le surnom « Cap Kennedy » et retrouve son surnom initial de « Cap Canaveral » en 1973.
Cependant, la proximité de la base de lancement de Cap Canaveral (officiellement «  Cape Canaveral Space Force Station »), située justement au cap homonyme et qui servit aux premières missions spatiales américaines explique pourquoi l'expression « Cap Canaveral » désigne aussi pour la plupart le Centre spatial Kennedy, alors qu'il s'agit en réalité de deux structures différentes séparées par la lagune de Banana River.

## Historique

### ProgrammeApollo: la création du site
Dans les années 1960, les deux superpuissances  de l'époque, les États-Unis et l'Union des républiques socialistes soviétiques (URSS) s'affrontent indirectement sur de nombreux théâtres d'opérations dans le cadre de la guerre froide. Les succès de l'astronautique soviétique poussent le président américain John F. Kennedy à lancer en 1961 son pays dans un programme spatial particulièrement ambitieux : le programme Apollo. L'objectif assigné à la NASA  est l'envoi  d'hommes sur la Lune avant la fin de la décennie 1960. L'agence spatiale américaine doit concevoir un lanceur géant, la fusée Saturn V. Aucune installation existante ne permet d'assembler et lancer cet engin pesant 3 000 tonnes et de 110 mètres de haut. La NASA met en construction en 1963 une nouvelle base de lancement entièrement consacrée au lancement des Saturn V sur l'île Meritt en Floride. Le nouveau centre jouxte la base « Cap Canaveral » appartenant à l'Armée de l'air américaine d'où sont parties, jusqu'alors, toutes les missions habitées et les sondes spatiales de l'agence.
Le centre assure la validation de la fusée assemblée (« all up ») et contrôle les opérations sur le lanceur jusqu'à son décollage. Il emploie, en 1965, environ vingt mille personnes. Au cœur du centre spatial, le complexe de lancement 39 comporte deux aires de lancement et un immense bâtiment d'assemblage, le VAB d'une hauteur de 140 mètres, dans lequel plusieurs fusées Saturn V peuvent être préparées en parallèle. Plusieurs plates-formes de lancement mobiles permettent de transporter la fusée Saturn une fois assemblée jusqu'au site de lancement. Le premier lancement depuis le nouveau terrain est celui d'Apollo 4 en 1967,. Treize fusées Saturn V vont ainsi être lancées dans le cadre du programme Apollo entre 1967 et 1972. Suivent un vol Saturn V, pour la mise en orbite de la station spatiale Skylab en 1973, et trois lancements de Saturn IB pour l'envoi des équipages de la même station, et enfin en 1975 le lancement d'une Saturn IB pour la mission Apollo-Soyouz.

### Navette spatiale américaine

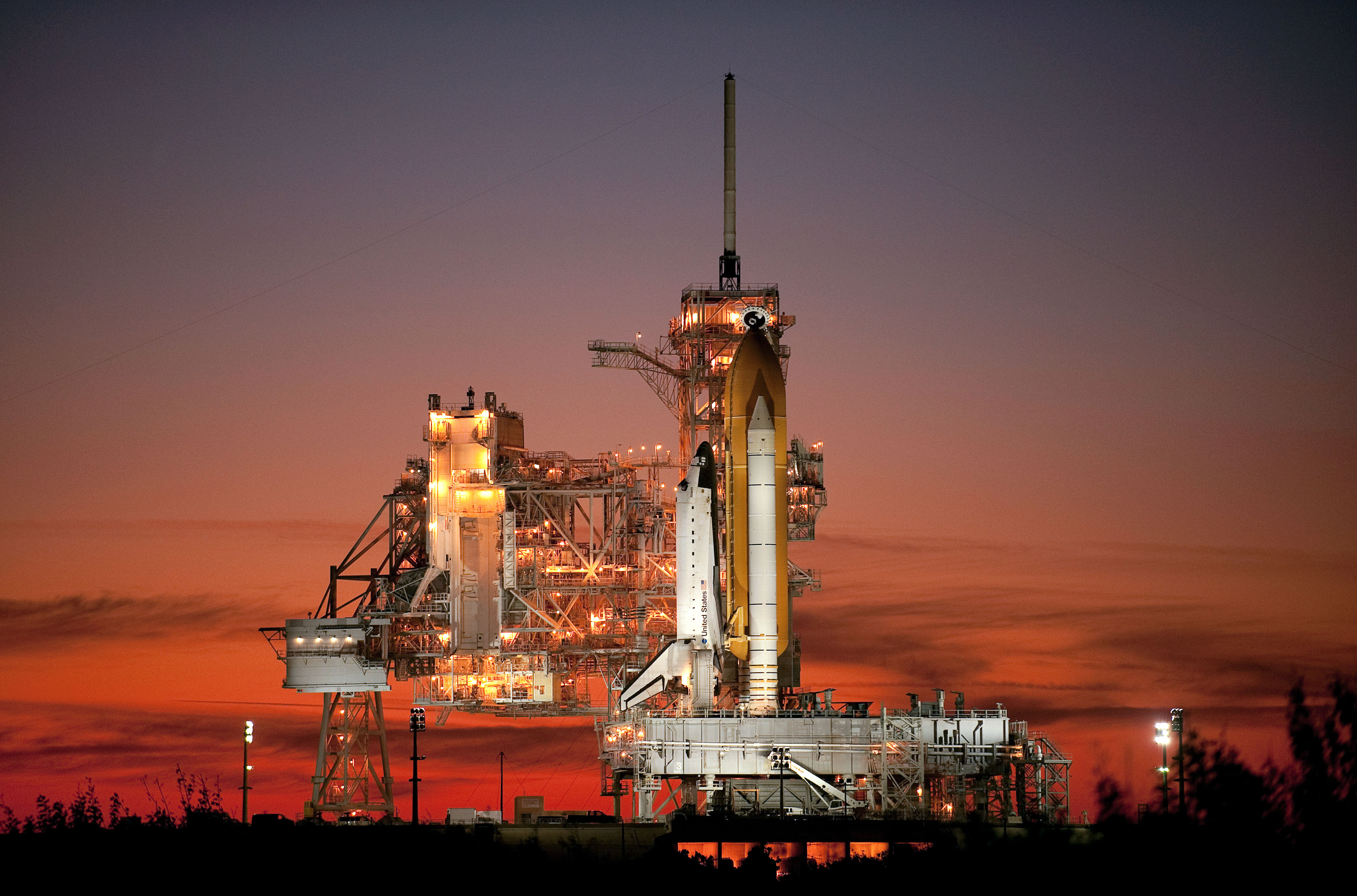
Le point de lancement 39A avec Atlantis (navette spatiale) prête à décoller, en novembre 2009.

L'arrêt du programme Apollo est décidé en 1970. Durant deux ans, le sort de la base de lancement reste en suspens car aucun engin spatial en développement n'a l'usage de ces installations désormais surdimensionnées. Finalement en 1972, le programme de la navette spatiale américaine est initié et la NASA décide d'adapter les installations de la base pour son lancement. Le premier vol d'une navette a lieu en 1981. Le dernier vol a lieu en 2011 car la NASA a décidé de retirer du service cet engin spatial insuffisamment fiable et dont le coût de lancement s'est révélé finalement excessif.

### Du programmeConstellationau Space Launch System
Le Space Launch System ou SLS est un lanceur spatial super-lourd américain développé par la NASA après 2011 et dont le premier vol est alors planifié pour 2021. Les caractéristiques techniques du lanceur sont très proches de celles de l'Ares V abandonné après l'arrêt du programme Constellation. Comme pour celui-ci, plusieurs de ses composants clés sont dérivés de ceux de la navette spatiale américaine : en l’occurrence les propulseurs d'appoint, la structure du premier étage et les moteurs-fusées RS-25 qui l'équipent. Le SLS doit réaliser des vols habités vers la Lune et à terme lancer des missions vers la planète Mars envisagées à l'horizon de la décennie 2030. Trois versions (Block 1, 1B et 2) devaient être développées avec une capacité de mise en orbite basse s'échelonnant entre 70 tonnes et 130 tonnes.

## Installations

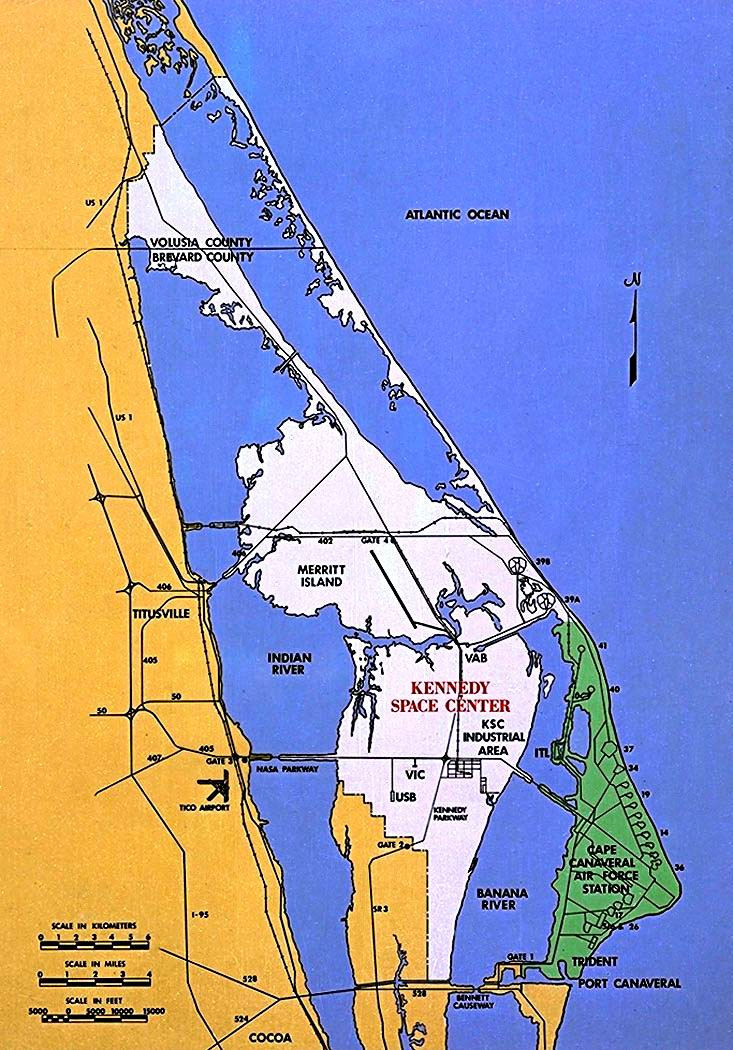
Merritt Island et le centre spatial Kennedy sont en blanc, tandis que la base de lancement de Cap Canaveral est en vert.

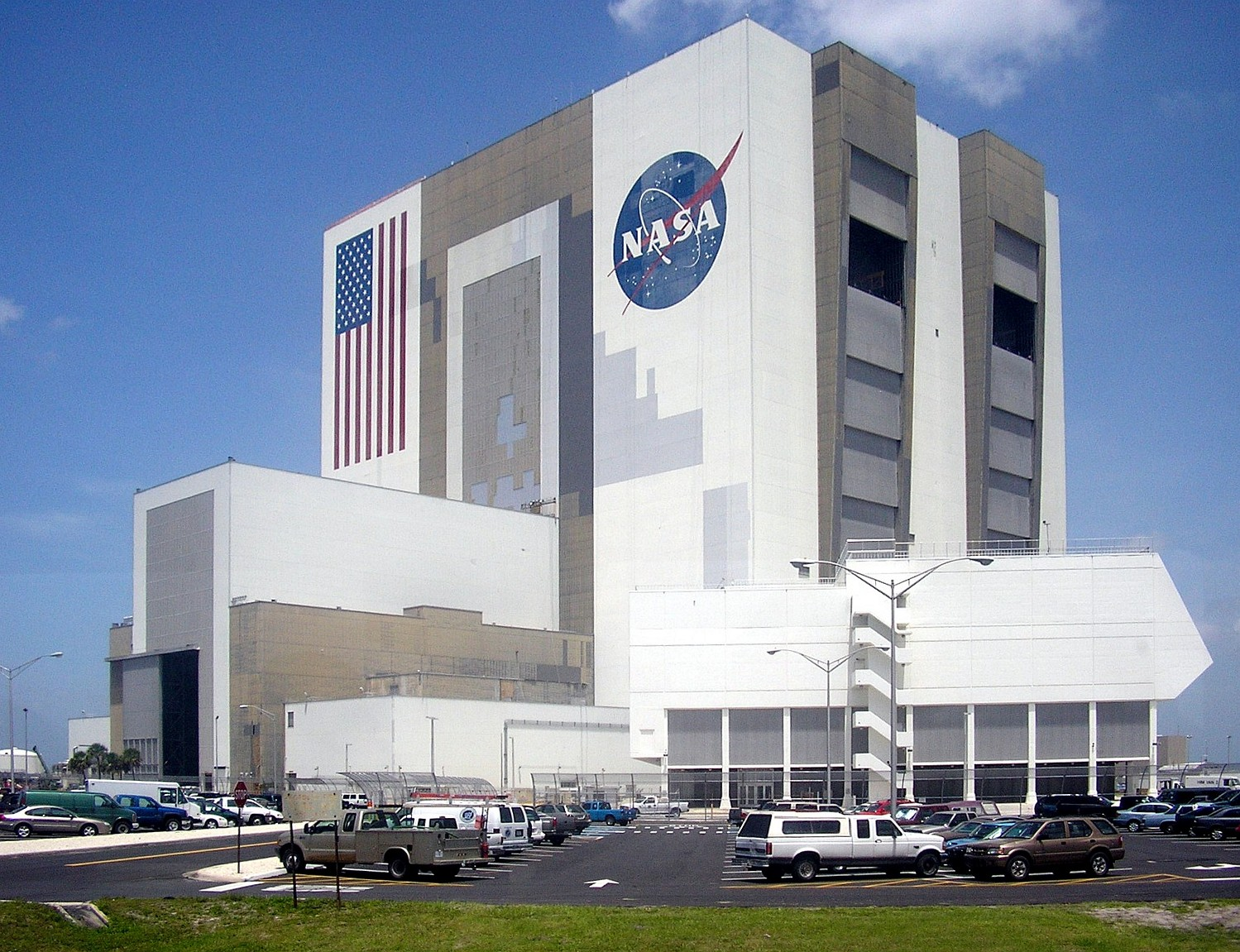
Le bâtiment d'assemblage de véhicules (VAB).

Si les tirs se font toujours vers l'est (en direction de l'océan), l'emplacement géographique du centre est choisi pour limiter les risques en cas d'échec d'un lancement. En effet, la Floride est une vaste péninsule, bordée à l'ouest par le golfe du Mexique et à l'est par l'océan Atlantique.
Les zones de préparation et les aires de lancement du cap Canaveral sont réparties entre le Centre spatial Kennedy et la base de lancement de Cap Canaveral, cette dernière étant gérée par l'armée, mais d'où sont lancées une partie des satellites et sondes spatiales de la NASA, ainsi que des satellites à usage civil.
Elle possède la plus grande construction (tour) roulante au monde dans le complexe no 37 (115 mètres de haut et 3 547 tonnes d'acier), ainsi que le plus grand bâtiment au monde à un seul étage, le Vehicle Assembly Building (VAB).
La salle de contrôle des lancements s'y trouve également et prend en charge les lancements effectués depuis le complexe de lancement 39. 

## L'Équipe d'intervention armée du KSC

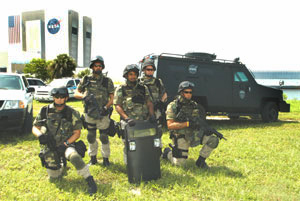
Des membres de l'Équipe SWAT du centre spatial Kennedy armés de carabines d'assaut type M4..

Afin de protéger ses employés et ses touristes, le Centre spatial Kennedy dispose d'une SWAT Team formée de 29 membres.

## Complexe touristique

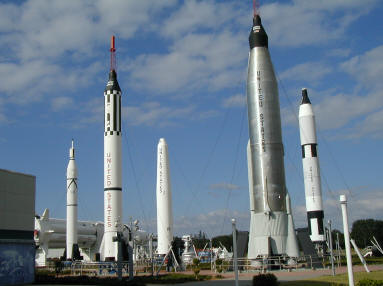
Le Rocket Garden (2004).

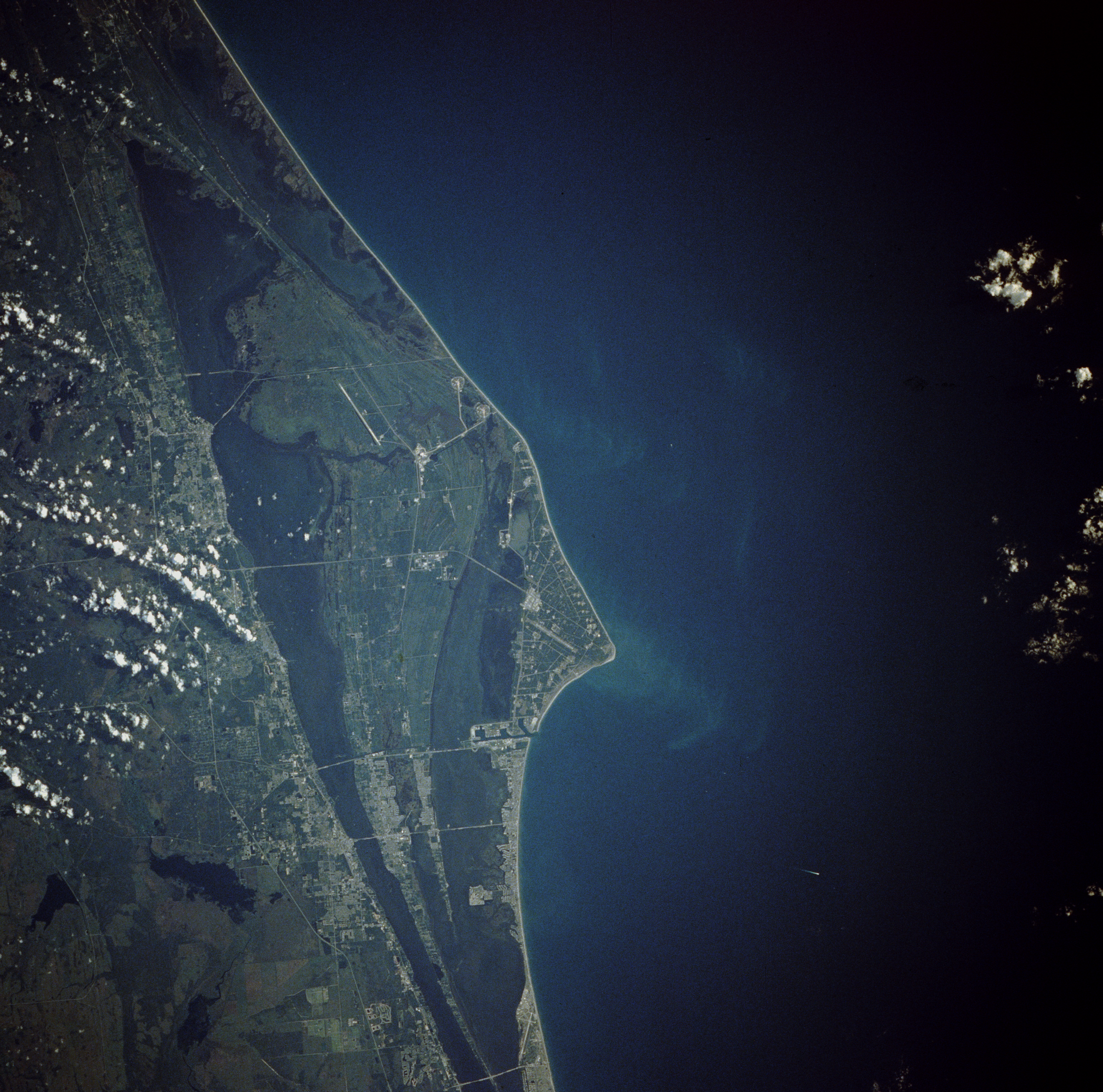
Cap Canaveral vu du ciel.

Depuis 1966, les touristes peuvent accéder au Kennedy Space Center Visitor Complex où on retrace l'exploration spatiale. Ce complexe touristique est exploité depuis 1995 par la société Delaware North, en étroite collaboration avec la NASA.
Dans la partie principale se trouve le Rocket Garden où sont exposés tous les types de fusées mis en œuvre par la NASA ainsi que des reconstitutions des capsules spatiales Apollo, Gemini et Mercury.
Il y a aussi une salle de cinéma où on peut visionner un film réalisé par Tom Hanks, retraçant l'exploration spatiale. On peut également visiter une maquette de navette grandeur nature et une réplique du centre de contrôle des missions Apollo.
Des cars permettent de faire une visite du centre. L'itinéraire typique passe par une route longeant le bâtiment d'assemblage des véhicules (VAB) et le chemin qu'empruntent les navettes spatiales pour aller jusqu'à leur pas de tir. Il passe ensuite par une plate-forme d'où l'on peut admirer les pas de tir avec une vue particulière sur les pas 39A et 39B, ayant servi au lancement de la navette.
L'étape suivante est la visite d'une maquette de la Station spatiale internationale (ISS) et de l'atelier de préparation des modules de la station. La dernière étape est la visite du centre Apollo où se trouve une fusée Saturn V couchée sur le flanc dans un immense hangar.
La navette spatiale Atlantis (Orbital Vehicle-104 ou OV-104) est exposée au Centre depuis le 29 juin 2013.